# Crispin Lipscomb
Crispin Lipscomb (ur. 7 sierpnia 1979) – kanadyjski snowboardzista. Jego najlepszym wynikiem olimpijskim jest 11. miejsce w halfpipe’ie na igrzyskach w Turynie. Na mistrzostwach świata najlepszy wynik uzyskał na mistrzostwach w Arosa, gdzie zajął 6. miejsce w halfpipe’ie. Najlepsze wyniki w Pucharze Świata osiągnął w sezonie 2005/2006, kiedy to zajął 39. miejsce w klasyfikacji generalnej.

## Sukcesy

### Igrzyska olimpijskie
| Miejsce | Dzień     | Rok  | Miejscowość | Konkurencja | Zwycięzca   |
| ------- | --------- | ---- | ----------- | ----------- | ----------- |
| 11.     | 12 lutego | 2006 | Turyn       | Halfpipe    | Shaun White |

### Mistrzostwa Świata
| Miejsce | Dzień       | Rok  | Miejscowość | Konkurencja | Zwycięzca      |
| ------- | ----------- | ---- | ----------- | ----------- | -------------- |
| 15.     | 17 stycznia | 2003 | Kreischberg | Halfpipe    | Markus Keller  |
| DNS     | 18 stycznia | 2003 | Kreischberg | Big Air     | Risto Mattila  |
| 9.      | 22 stycznia | 2005 | Whistler    | Halfpipe    | Antti Autti    |
| 6.      | 20 stycznia | 2007 | Arosa       | Halfpipe    | Mathieu Crepel |

### Puchar Świata

#### Miejsca w klasyfikacji generalnej
- 2002/2003 - -
- 2003/2004 - -
- 2004/2005 - -
- 2005/2006 - 39.
- 2006/2007 - 142.
- 2007/2008 - 58.
- 2008/2009 - 82.
- 2009/2010 - 319.

#### Miejsca na podium
1. Serre Chevalier – 8 marca 2003 (Halfpipe) - 3. miejsce
2. Sungwoo – 26 lutego 2005 (Halfpipe) - 2. miejsce
3. Furano – 18 marca 2006 (Halfpipe) - 1. miejsce
4. Valmalenco – 16 marca 2008 (Halfpipe) - 1. miejsce
5. Cardrona – 7 września 2008 (Halfpipe) - 3. miejsce